# 天王 (君主)
天王（てんのう・てんおう）は、日本天皇の古称、中国ㆍ周、五胡十六王朝の君主の称号。

## 日本
天皇の古称で、中国で436年に北燕の天王馮弘が滅亡して、上記の天王という称号が途絶えた時、一説には今度は倭王がこれを称し、おもに当時の朝鮮半島の国々に対し「可畏天王」「貴國天王」あるいは単に「天王」と称したという説。それがのちに「天皇」のもとになったともいう。「仏教の守護者」の意味からすると仏教興隆期の推古朝あたりはまだ天皇でなく天王だった可能性が高いかもしれない（仏教派の聖徳太子があえて道教臭のする天皇にかえたとは考えにくいが『日本書紀』は大唐の皇帝（隋の煬帝か）が国書で「倭皇」と呼び、日本側がこれを受けて「天皇」と名乗ったように記している）。ただし「天王」説（日本の君主が天皇号になる前に天王だった時期があったと推測する説）は、かなり知られた有名な説ではあるが歴史学界では通説というほどの位置にまで至ってはいないことに注意。天皇の別表記で、上記の天王説に従えば、その継続ともとれる。推古朝から中世にかけて「 - 天皇」ではなく「 - 天王」と書く例がかなり多い。

## 中国
春秋時代、周王朝の王（「天子たる周王」の意味）。五胡十六国時代の皇帝（君主）の称号の一つ。華北に興亡した匈奴系の漢（318年即位の漢天王靳準）から、鮮卑系の北燕（436年に滅亡した北燕天王馮弘）までの約120年間、8王朝18人が天王と称した。天王は、皇帝よりわずか一歩低いもののほぼ同格という称号であった。この18人のうち王だった者があらためて即位して天王に昇った者は11例。天王からさらにすすんで皇帝に即位した者は4例。上記の古代周王朝の「天王」は長らく断絶していたが、それを復興したという面がある。一方また仏教の「天王」の影響もあり、当時の中国では仏教が隆盛であり「天王」という言葉は広く親しまれていたことが背景にあるという。この時期には仏教を保護した君主が多く、上記と同様、仏教の守護者のニュアンスもあったかと思われる。また、天皇と同音となるため日本語では「てんおう」と読むこともある。皇帝とほぼ同義であるが、皇帝・天子は単于を兼ねられないため、漢族出身では無い五胡十六国時代の政権の長が単于と併称で「天王」を称したと言われている。ただし、時期によって意味合いが微妙に異なり、皇帝に代わる新たな称号として意図されたり、皇帝即位の前段階の称号として使われた事例もあるという指摘もある。六朝時代から唐の頃にかけて、皇帝・天子の別称。「天主」とも。上記の天王（華北における天王号）と同時期に江南で始まった用法で、太平天国の指導者の称号。